# Lekkoatletyka na Letnich Igrzyskach Olimpijskich 1976 – sztafeta 4 × 400 m mężczyzn
Sztafetę 4 × 400 metrów mężczyzn podczas XXI Letnich Igrzysk Olimpijskich w Montrealu rozegrano  30 (eliminacje) i 31 lipca 1976 (finał) na Stadionie Olimpijskim w Montrealu. Zwycięzcą została sztafeta Stanów Zjednoczonych, która biegła w składzie: Herman Frazier, Benny Brown, Fred Newhouse i Maxie Parks.

## Rekordy
|                   | reprezentacja     | zawodnicy                                             | czas    | data                      | miejsce |
| ----------------- | ----------------- | ----------------------------------------------------- | ------- | ------------------------- | ------- |
| Rekord świata     | Stany Zjednoczone | Vincent Matthews, Ron Freeman, Larry James, Lee Evans | 2:56,16 | 20 października 1968(dts) | Meksyk  |
| Rekord olimpijski | Stany Zjednoczone | Vincent Matthews, Ron Freeman, Larry James, Lee Evans | 2:56,16 | 20 października 1968(dts) | Meksyk  |

## Wyniki
| Poz. - pozycja |
| – rekord świata \| – rekord krajowy \| – rekord życiowy \| = – wyrównany rekord życiowy \| · – najlepszy wynik w sezonie \| = – wyrównany najlepszy wynik w sezonie \| – rekord olimpijski |
| Fn – falstart \| DNF – nie ukończył \| DNS – nie wystartował \| DSQ – zdyskwalifikowany |

### Eliminacje
16 sztafet przystąpiło do biegów eliminacyjnych. Rozegrano dwa biegi. Do finału awansowały po trzy najlepsze sztafety w każdym biegu (Q) oraz dwie z najlepszymi czasami spośród pozostałych (q).

#### Bieg 1
| Poz. | Państwo           | Zawodnicy                                                           | Rezultat | Uwagi |
| ---- | ----------------- | ------------------------------------------------------------------- | -------- | ----- |
| 1    | Stany Zjednoczone | Herman Frazier, Benny Brown, Fred Newhouse, Maxie Parks             | 2:59,52  | Q     |
| 2    | RFN               | Franz-Peter Hofmeister, Lothar Krieg, Harald Schmid, Bernd Herrmann | 3:03,24  | Q     |
| 3    | Jamajka           | Leighton Priestley, Don Quarrie, Colin Bradford, Seymour Newman     | 3:03,86  | Q     |
| 4    | Kanada            | Ian Seale, Don Domansky, Leighton Hope, Brian Saunders              | 3:03,89  | q     |
| 5    | Finlandia         | Hannu Mäkelä, Ossi Karttunen, Stig Lönnqvist, Markku Kukkoaho       | 3:05,02  | q     |
| 6    | Portoryko         | Pedro Ferrer, Ivan Mangual, Julio Ferrer, Jorge Ortíz               | 3:06,08  |       |
| 7    | Arabia Saudyjska  | Kamil Al-Abbasi, Hamed Ali, Ahmed Al-Assiri, Hassan Masallam        | 3:17,53  |       |
| –    | Wielka Brytania   | Ainsley Bennett, Glen Cohen, David Jenkins, Alan Pascoe             | DNF      |       |

#### Bieg 2
| Poz. | Państwo           | Zawodnicy                                                                   | Rezultat | Uwagi |
| ---- | ----------------- | --------------------------------------------------------------------------- | -------- | ----- |
| 1    | Polska            | Ryszard Podlas, Jan Werner, Zbigniew Jaremski, Jerzy Pietrzyk               | 3:03,03  | Q     |
| 2    | Trynidad i Tobago | Mike Solomon, Horace Tuitt, Joseph Coombs, Charles Joseph                   | 3:03,54  | Q     |
| 3    | Kuba              | Eddy Gutiérrez, Dámaso Alfonso, Carlos Álvarez, Alberto Juantorena          | 3:05,19  | Q     |
| 4    | Francja           | Hugues Roger, Daniel Vélasques, Francis Kerbiriou, Hector Llatser           | 3:05,48  |       |
| 5    | Australia         | Max Binnington, Peter Grant, Don Hanly, Rick Mitchell                       | 3:05,75  | [ 2 ] |
| 6    | ZSRR              | Dmitrij Stukałow, Władimir Ponomariow, Wiktor Anochin, Jewgienij Gawrilenko | 3:07,72  |       |
| 7    | Barbados          | Victor Gooding, Harcourt Wason, Hamil Grimes, Orlando Greene                | 3:08,13  |       |
| 8    | Antigua i Barbuda | Cuthbert Jacobs, Paul Richards, Elroy Turner, Fred Sowerby                  | 3:09,66  |       |

### Finał
| Poz. | Państwo           | Zawodnicy                                                           | Rezultat | Uwagi |
| ---- | ----------------- | ------------------------------------------------------------------- | -------- | ----- |
| 1    | Stany Zjednoczone | Herman Frazier, Benny Brown, Fred Newhouse, Maxie Parks             | 2:58,65  |       |
| 2    | Polska            | Ryszard Podlas, Jan Werner, Zbigniew Jaremski, Jerzy Pietrzyk       | 3:01,43  |       |
| 3    | RFN               | Franz-Peter Hofmeister, Lothar Krieg, Harald Schmid, Bernd Herrmann | 3:01,98  |       |
| 4    | Kanada            | Ian Seale, Don Domansky, Leighton Hope, Brian Saunders              | 3:03,89  | [ 3 ] |
| 5    | Jamajka           | Leighton Priestley, Don Quarrie, Colin Bradford, Seymour Newman     | 3:02,84  |       |
| 6    | Trynidad i Tobago | Mike Solomon, Horace Tuitt, Joseph Coombs, Charles Joseph           | 3:03,46  |       |
| 7    | Kuba              | Eddy Gutiérrez, Dámaso Alfonso, Carlos Álvarez, Alberto Juantorena  | 3:03,81  |       |
| 8    | Finlandia         | Hannu Mäkelä, Ossi Karttunen, Stig Lönnqvist, Markku Kukkoaho       | 3:06,52  |       |